# Abeille coucou
Taxons concernés
Quelques exemples d'abeilles cleptoparasites :
- Dans la famille Halictidae :
  - dans la sous-famille Halictinae :
    - le genre Sphecodes
- Dans la famille Megachilidae
  - dans la sous-famille Megachilinae :
    - les genres  Stelis, Dioxys, Coelioxys
- Dans la famille Apidae :
  - dans la sous-famille Nomadinae :
    - les genres Nomada, Epeolus, Biastes, Ammobates

  - dans la sous-famille Apinae :
    - dans la tribu Melectini :
      - les genres Melecta, Thyreusmodifier

Les abeilles coucous (parfois écrit abeilles-coucous) sont des insectes solitaires, dont les mœurs évoquent celles des coucous, oiseaux parasitant les couvées d’autres espèces. Ainsi on les qualifie également d’abeilles cleptoparasites.

## Caractéristiques communes
Les abeilles coucous appartiennent à différentes familles, mais ont des mœurs assez similaires. Les femelles fécondées vont pondre dans les nids aménagés et garnis par des femelles d’autres espèces. Ainsi la larve du parasite se développe aux dépens de la progéniture de la travailleuse. Ce type de parasitisme aurait émergé à plusieurs reprises et daterait de 85 millions d'années.

Quelques abeilles coucous
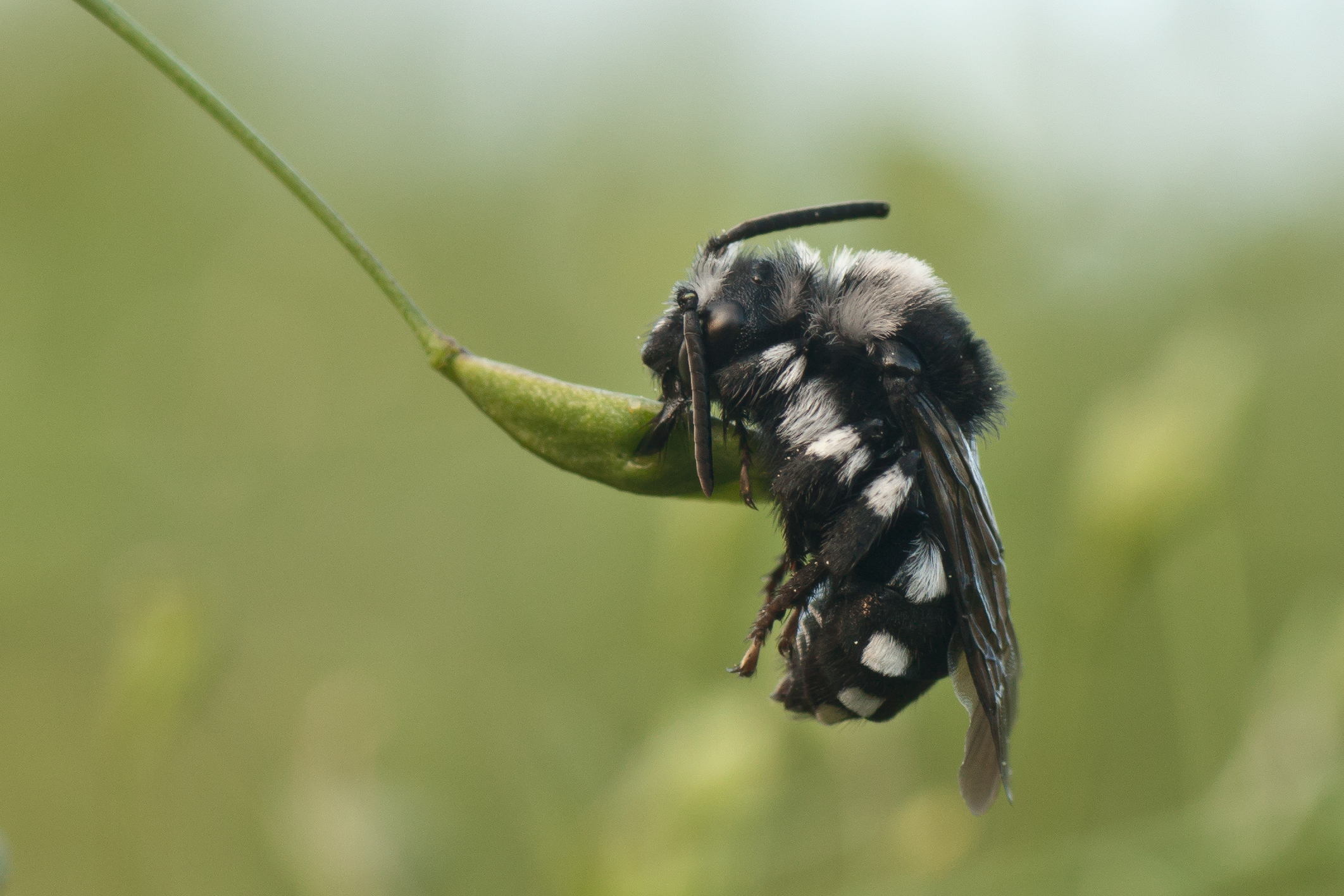
Melecta luctuosa
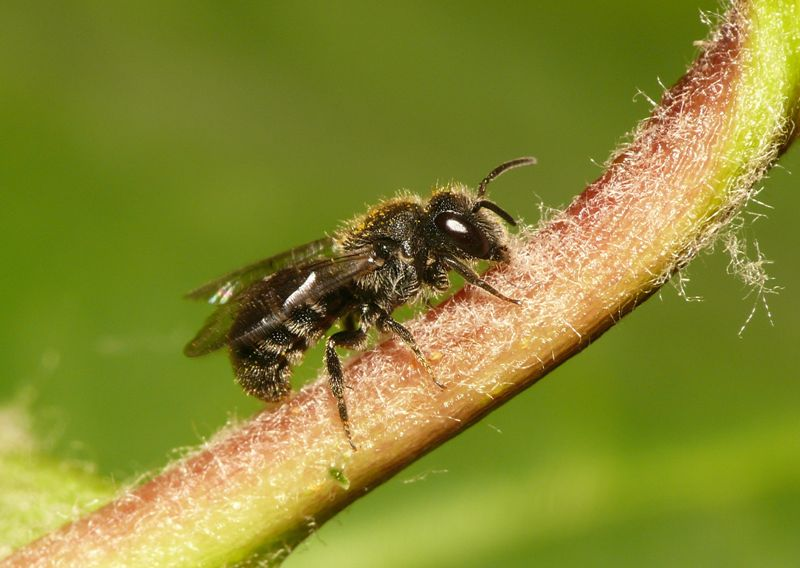
Stelis breviuscula

## Classification
Les abeilles coucous appartiennent toutes à la super-famille des Apoidea.
Les plus connues sont les Coelioxys, mais d'autres groupes ont le même mode de reproduction : dans la famille des Apidés, les abeilles solitaires de la sous-famille des Nomadinae, et notamment celles du genre Nomada parasitent les abeilles des familles Andrenidae et Halictidae ou celles du genre Osmia. Toujours dans les Apidés, les abeilles coucous des genres Melecta ou Thyreus font partie de la sous-famille des Apinae et parasitent d'autres abeilles solitaires classées parmi les Anthophorini. Les abeilles coucous du genre Sphecodes qui font partie des Halictidae parasitent des membres de leur propre famille. Dans la famille des Megachilidae ce sont les membres des genres Dioxys, Perizia, Stelis et bien sûr les Coelioxys qui parasitent d'autres abeilles solitaires, des Anthophora classés dans les Apidés, mais aussi d'autres Mégachilidés du genre Megachile.